# Рубінова книга (роман)
«Таймлесс. Рубінова книга» — перший роман з трилогії «Таймлесс» німецької письменниці Керстін Гір, що вийшов в 2009 році, перекладений на 50 мов і став бестселером у багатьох країнах. 2017 року роман видало в Україні видавництво Школа.

## Сюжет
Головна героїня роману, Гвендолін Шеферд, народжена в сім'ї, де деякі представники родини народжуються з особливим даром — даром подорожі в часі, дізнається, що володіє їм замість своєї кузини Шарлотти. Цей факт повністю змінює життя всієї сім'ї: все, до чого готувалася Шарлотта, призначене не їй, а її непідготовленій кузині. Гвендолін стикається з таємницями і загадками і закохується в Гідеона де Віллера — мандрівника у часі з іншої родини — на перший погляд, такого нахабного, як і Шарлотта.

## Відгуки
У рецензії видання The New York Times роман охарактеризований як «одночасно захопливий і спокійний, … більше націлений на дівчат». Рецензент позитивно висловлюється про стилі написання й гуморі Керстін Гір в книзі, але головні персонажі названі звичайними, клішированними героями підліткової літератури. У відгуку Publishers Weekly позитивно оцінено уміння письменниці створювати своїх героїв і вести захопливі оповідання; також відмічена унікальна атмосфера книги. У відгуку від Kirkus Reviews також відзначений стиль оповіді і гумор в книзі.

## Екранізація
14 березня 2013 року вийшов фільм за романом, режисером якого став Фелікс Фуксштайнер, головні ролі виконали Еріх Марія і Яніс Нівенер. Знімання наступної частини роману «Таймлесс. Сапфірова книга» тривало з 7 жовтня 2013 до 7 серпня 2014. Знімання Смарагдової книги тривало з 14 квітня до 14 червня 2015 року. Екранізація останнього тому "Смарагдово-зеленого" вийшла на екрани німецьких кінотеатрів 30 червня 2016 року. У Франції фільм доступний на DVD та blu-ray з 21 вересня 2016 року. 